# Akademiska kapellet, Åbo
Akademiska kapellet var en akademisk orkester vid gamla Åbo Akademi i Finland.
Orkestern grundades 1747 av musices director och domkyrkoorganisten Carl Petter Lenning. Orkestern verkade vid akademíska festligheter men också i övrigt i Åbo med omnejd.

## Grundande och sammansättning
I fullmaktsbrevet till mucises director hade kung  Fredrik I fastslagit att en akademisk orkester skulle grundas. Det har antagits att kapellet hade 15 musikanter eftersom Lenning 1749 föreslog för konservatoriet att man skulel bevilja 12 stipendier för studenter. Stipendier föreslogs i regel enbart för särskilt framstående musiker. I kapellet ingick också lärarna vid akademin och katedralskolan t.ex. sånglärare Johann Lindell sommockså spelade flöjt. Sammansättningen varierade men grunden utgjodes av stråkar, pukor och chembalo. Kapellet kompletterades med blåsinstrument från militärkåren.

## Romans stora notdonation
År 1749 donerade den tidigare hovkapellmästaren Johan Helmich Roman en stor samling noter till Åbo Akademi. Donationen har utolkats som en uppskattning för Lennings musikaliska förmåga och att visa uppskattning för sina rötter i den östra rikshalvan. Men tanken var säkert också att hans egen musik skulle spelas också i den östra delen av landet.  
Konsistoriet gav Lenning i uppdrag att först skriva orkesterpartitur för att sedan låta binda in noterna. 
Bokbindaren Anna Maria Trapp fakturerade åren 1751-52 totalt för 17 inbundna notböcker. Där ingick två tunnare i folioformat och två stora i regalkvartostorlek. Noterna uppbevarades i ett "omålat skåp" tills de förstördes i Åbo brand 1827. Lenning lånade noterna och lånen måste ibland krävas in. Antagligen gjorde han också brukskopior. Men Einari Marvia (1959) antar att strösta delena av tiden låg de oanvända och fick inget större inflytande på musiklivet. 

## Från Åbo till Helsingfors
Efter Åbo brand 1827 och flytten av universitetet från Åbo fortsatte verksamheten i Helsingfors. Akademiska kapellet ombildades 1926 till Helsingfors universitets studentorkester (finska: Ylioppilaskunnan soittajat).

### Nystart i Åbo
År 1928 återupptogs den akademiska orkestertraditionen vid nygrundade Åbo Akademi då Akademiska orkestern grundades.
Kapellmästare:
- Carl Petter Lenning 1747-1788
- sonen Johan Petter Lenning, 1788-1791